# Cantonul Beaucourt
Cantonul Beaucourt este un canton din arondismentul Belfort, departamentul Territoire de Belfort (90), regiunea Franche-Comté, Franța.

## Comune
- Beaucourt (reședință)
- Croix
- Fêche-l'Église
- Montbouton
- Saint-Dizier-l'Évêque
- Villars-le-Sec